# Deutsche Homöopathie-Union DHU Arzneimittel

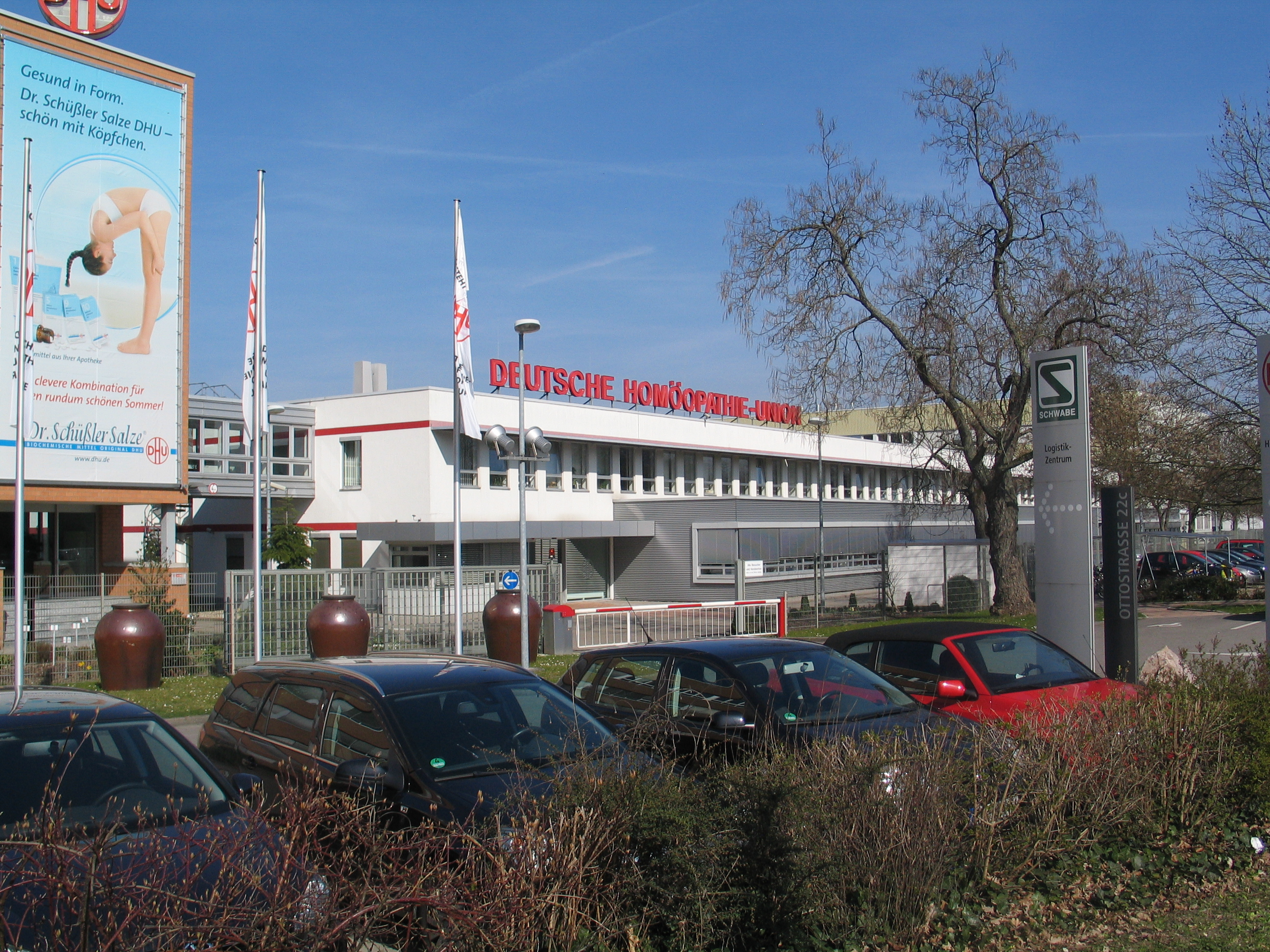
Sitz in Karlsruhe

Die Deutsche Homöopathie-Union (DHU), mit vollem Firmennamen Deutsche Homöopathie-Union DHU-Arzneimittel GmbH & Co. KG, mit Sitz in Karlsruhe, ist ein Hersteller homöopathischer Präparate und eine 100%ige Tochter von Dr. Willmar Schwabe.

## Unternehmen
Sie entstand 1961 aus dem Zusammenschluss der früheren Konkurrenten Dr. Madaus & Co. und Dr. Willmar Schwabe GmbH. Diese „Firmenehe“ ging 1969 wieder auseinander; der Name blieb jedoch erhalten. Die DHU beschäftigt ca. 500 Mitarbeiter.

## Produktion
Das Sortiment der DHU gliedert sich in zwei Hauptbereiche: die Homöopathie und die Biochemische Therapie nach Wilhelm Schüßler mit den Schüßler-Salzen. Es umfasst 350.000 Produkte, die international vertrieben werden.
Der Bereich Homöopathie wiederum umfasst die homöopathischen Einzelmittel, die im Volksmund auch als „die Globuli“ bekannt sind, sowie homöopathische Kombinationspräparate, die aus bis zu vier einzelnen Wirkstoffen bestehen.
Insgesamt werden rund 1.200 pflanzliche, tierische und mineralische Ausgangsstoffe verarbeitet. Sie stehen in verschiedenen Potenzen, Packungsgrößen und Darreichungsformen (Tropfen, Tabletten, Globuli, Salben) zur Verfügung. Die am häufigsten verwendete Darreichungsform ist die der Streukügelchen (Globuli), von denen jährlich ca. 12,5 Milliarden Stück hergestellt werden.
Die DHU verfügt über einen eigenen, 15,5 ha großen Arzneipflanzenanbau namens „Terra Medica“, der sich in kurzer Distanz vom Hauptsitz in Karlsruhe in Staffort befindet. Terra Medica liefert ca. 70 % des für die Produktion benötigten Materials. Der Anbaubetrieb ist seit 1998 gemäß der EU-Verordnung für den ökologischen Landbau zertifiziert.

## Umgang mit Kritik an der Homöopathie
Neben der allgemeinen Kritik an der Homöopathie geht das Unternehmen gegen Vorwürfe der fehlenden Wirksamkeit eigener Produkte vor. So ließ die DHU 2005 mit einer einstweiligen Verfügung ein Buch der Stiftung Warentest vom Markt nehmen, in dem ihr Medikament „Heuschnupfenmittel DHU“ als unwirksam bezeichnet wurde, obwohl ein Wirksamkeitsnachweis für die Indikationen „allergische Erkrankung der oberen Atemwege wie zum Beispiel Heuschnupfen (Pollinosis) und ganzjähriger allergischer Schnupfen (perenniale allergische Rhinitis)“ vorliege. Der Deutsche Zentralverein homöopathischer Ärzte hatte sich ebenso gegen das Buch ausgesprochen.
2012 wurde bekannt, dass auch DHU mit Claus Fritzsche einen Betreiber mehrerer Websites finanzierte, der sich selbst als Journalist bezeichnete und sich auf diesen der Diffamierung von Kritikern pseudomedizinischer Praktiken widmete. Dabei verwendete Fritzsche verschiedene Server, die sich gegenseitig verlinkten, um so die Suchergebnisse u. a. von Google zu manipulieren und so die Kritik in den Vordergrund zu rücken. Ein Opfer dieser Praxis war z. B. der britische Forscher Edzard Ernst.